# Vyvinutec
Vyvinutec (Evolvulus) je rod rostlin z čeledi svlačcovité. Jsou to neovíjivé byliny a keře s jednoduchými střídavými listy a pravidelnými pětičetnými květy se srostlou korunou. Plodem je tobolka. Rod zahrnuje asi 100 druhů a pochází primárně z Ameriky. Dva druhy široce zdomácněly i v tropech a subtropech Starého světa. V Evropě se vyvinutce nevyskytují a nejsou uváděny ani ze sbírek českých botanických zahrad. Druh Evolvulus alsinoides má význam v asijské a africké domorodé medicíně.

## Popis
Vyvinutce jsou byliny, keře a polokeře s neovíjivými stonky. Listy jsou jednoduché, střídavé, s celistvou čepelí, řapíkaté nebo přisedlé. Květy jsou pravidelné, pětičetné, jednotlivé, po několika nebo uspořádané ve vrcholových klasech či hlávkách, přisedlé nebo stopkaté. Kališní lístky jsou volné, u některých druhů nestejné. Koruna je kolovitá, nálevkovitá nebo miskovitá, srostlá, s celistvým nebo pětilaločným okrajem. Tyčinek je pět a jsou přirostlé ke koruně. Semeník je srostlý ze dvou plodolistů, obsahuje dvě komůrky a nese dvě volné nebo jen na bázi srostlé, niťovité, dvouklané čnělky. V každé komůrce je po dvou vajíčkách. Plodem je kulovitá nebo vejcovitá tobolka, pukající obvykle dvěma chlopněmi. Obsahuje 1 až 4 lysá, hladká nebo jemně hrbolkatá semena.

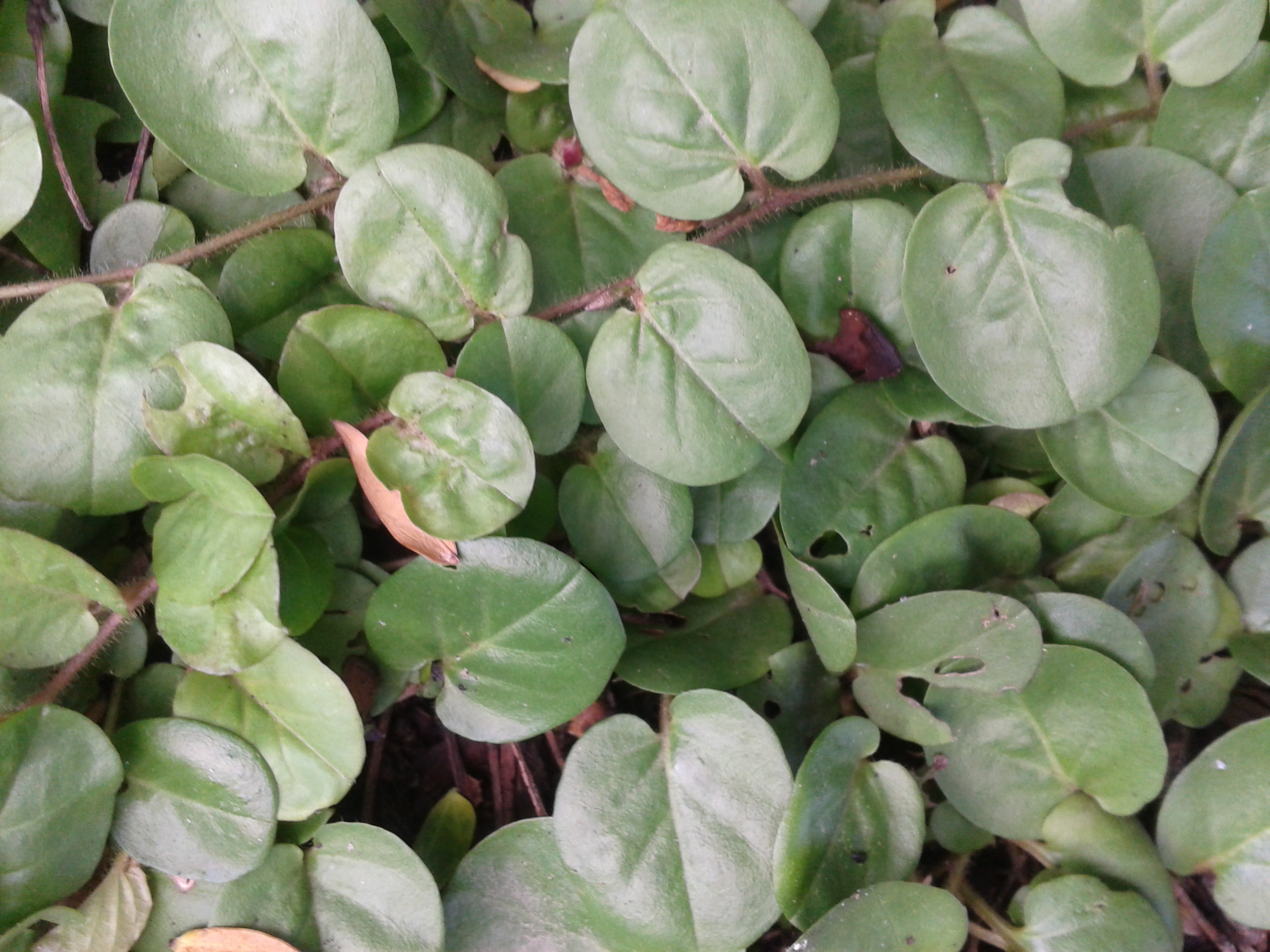
Listy Evolvulus nummularius
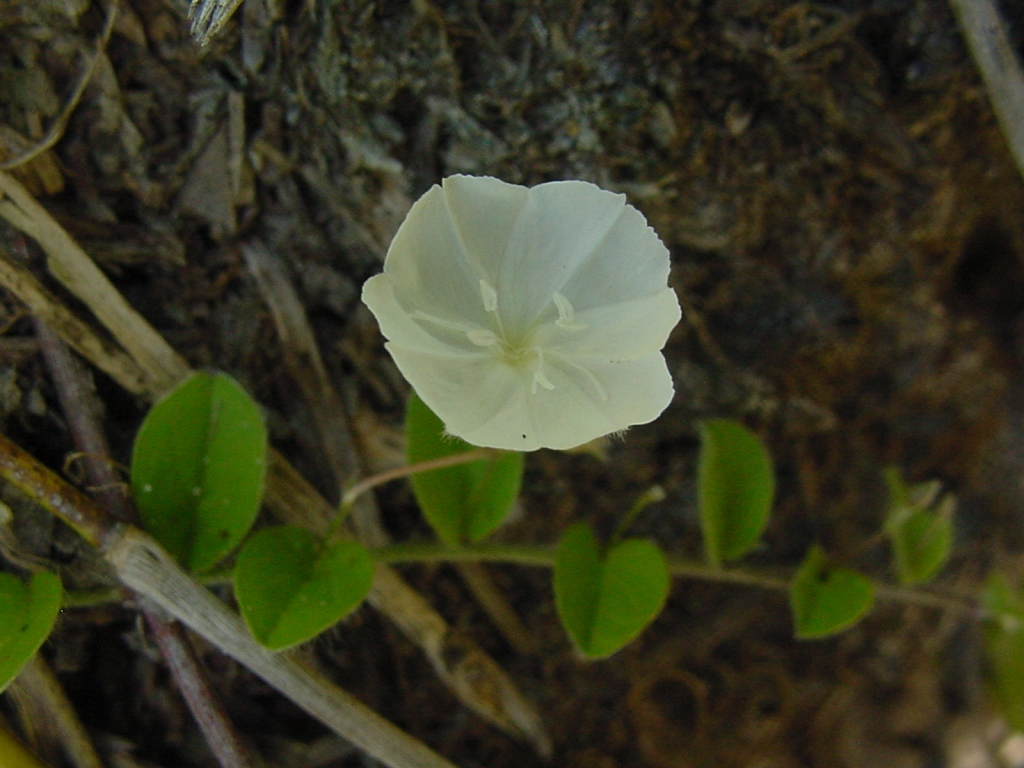
Bělokvětý druh Evolvulus sericeus
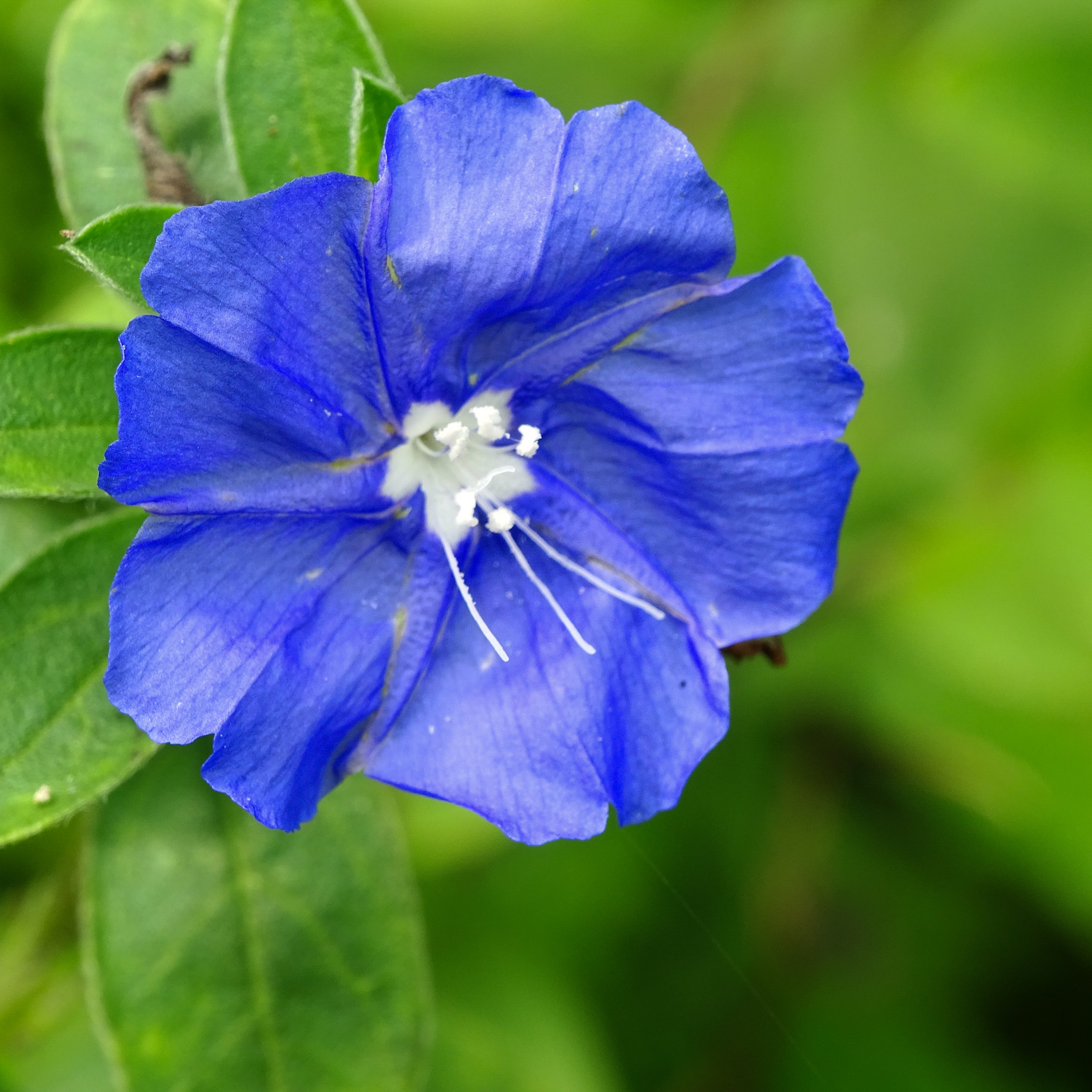
Detail květu Evolvulus glomeratus

## Rozšíření
Rod vyvinutec zahrnuje asi 100 druhů, které pocházejí z Ameriky. Dva druhy široce zdomácněly i v tropech a subtropech Starého světa: Evolvulus alsinoides a Evolvulus nummularius.
Z USA je uváděno celkem 6 druhů, největší areál má Evolvulus nuttallianus, který také zasahuje nejseverněji. V Jižní Americe rod zasahuje na jih až po Chile a Argentinu.

## Název
Odborný název rodu pochází z latinského slova evolvo, které znamená neovíjivý a vystihuje výjimečnost těchto rostlin v rámci čeledi svlačcovité, která zahrnuje převážně ovíjivé byliny a liány. České jméno vyvinutec vzniklo nejspíš špatným překladem latinského názvu, neboť nevystihuje podstatu věci.

## Ekologické interakce
Květy vyvinutců obsahují nektar a jsou opylovány hmyzem, zejména včelami a motýly.
V Austrálii je druh Evolvulus alsinoides hostitelskou rostlinou půvabného babočkovitého motýla Junonia villida. V tropech se na něm živí také housenky osenice ypsilonové (Agrotis ipsilon).

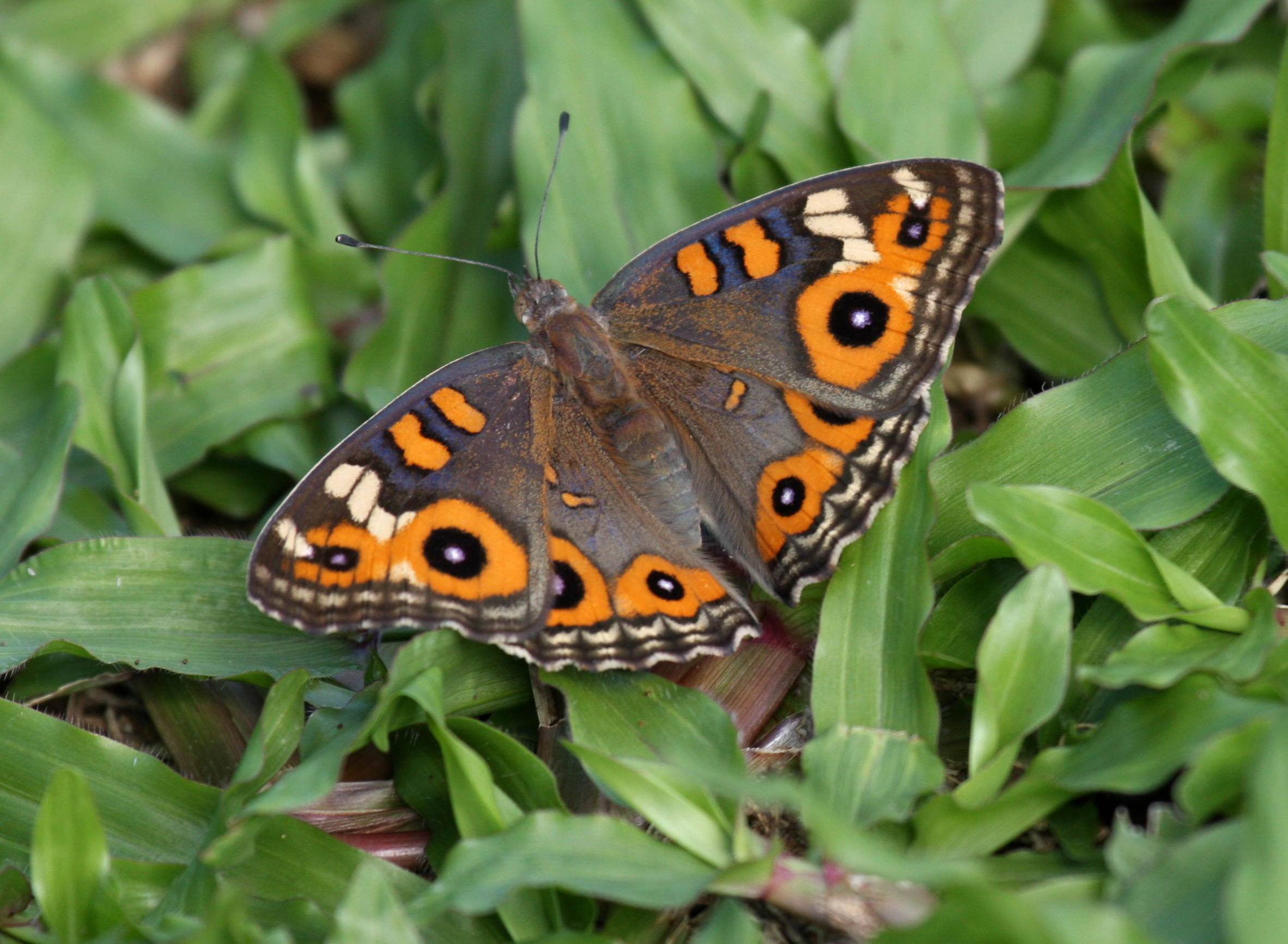
Babočkovitý motýl Junonia villida
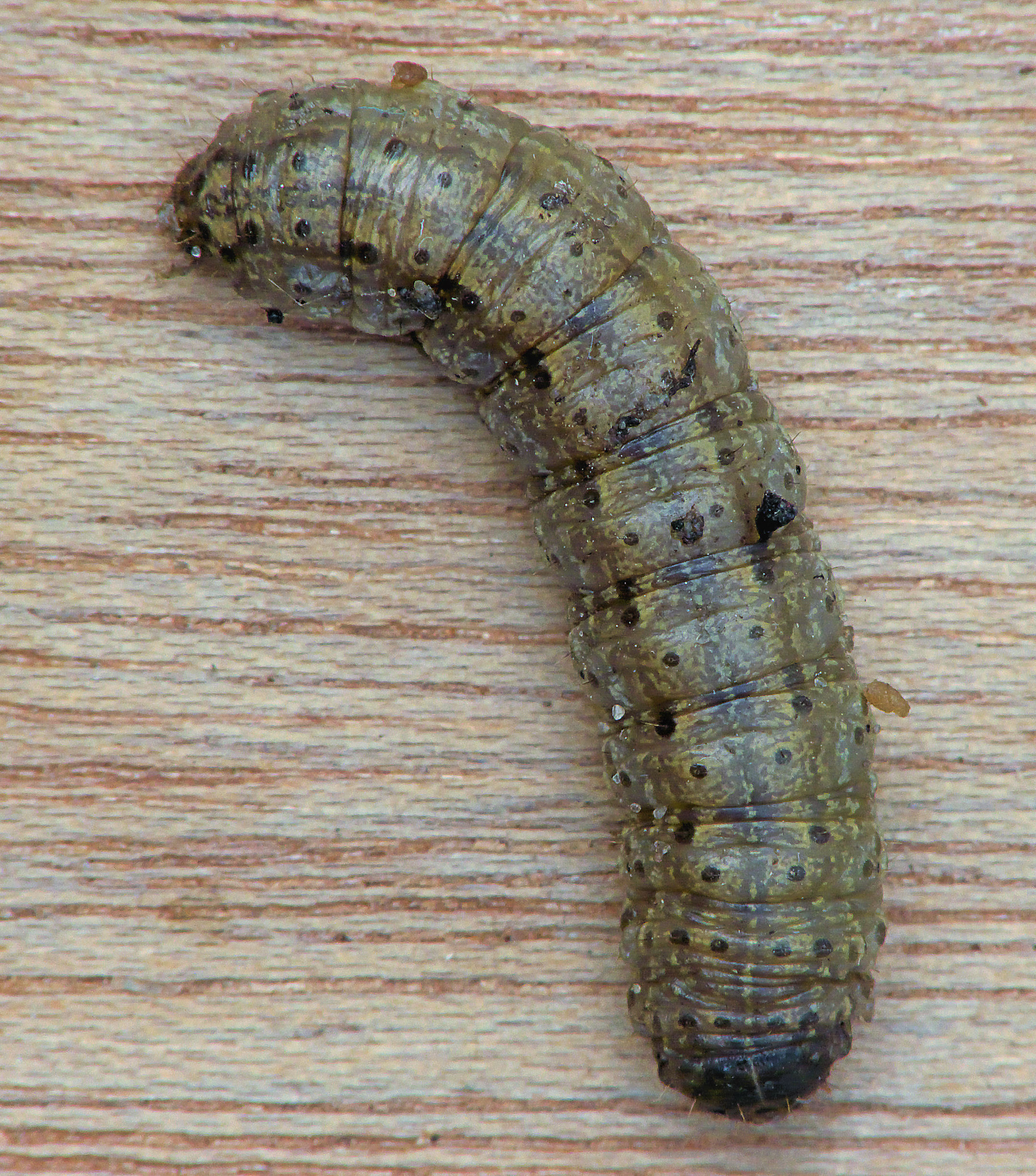
Housenka osenice ypsilonové

## Obsahové látky
Druh Evolvulus alsinoides obsahuje alkaloidy, konkrétně betain, shankhapushpin a evolvin, dále skopolin, skopoletin, éterické oleje aj.složky

Struktura betainu
Struktura skopolinu

## Taxonomie
Rod Evolvulus je v rámci čeledi Colvolvulaceae řazen do tribu Cresseae.

## Význam

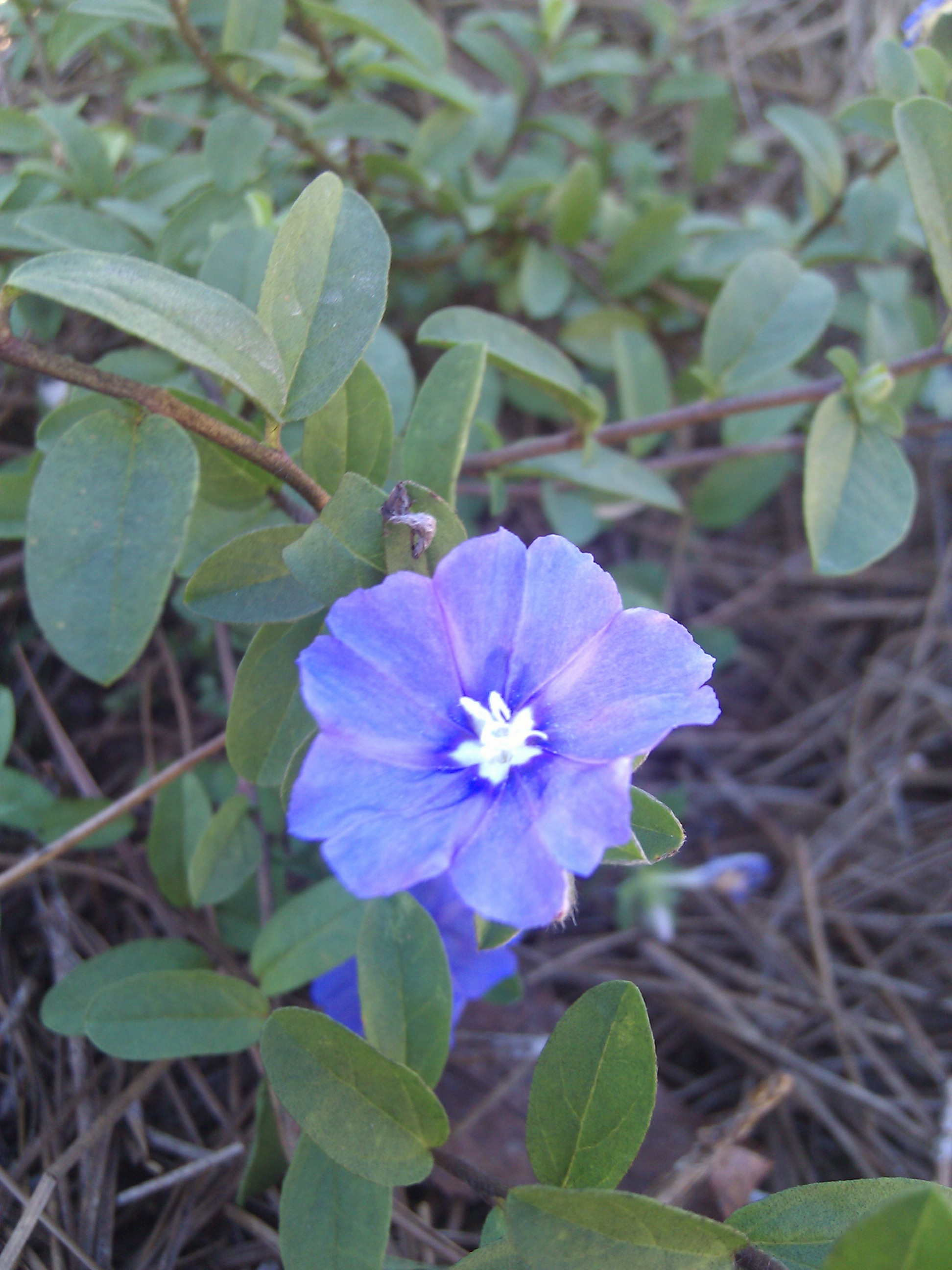
Evolvulus glomeratus 'Blue Daze'

Vyvinutce mají jen velmi omezený ekonomický význam. Ze sbírek českých botanických zahrad nejsou uváděny.
Evolvulus alsinoides je zejména v Indii, Africe a na Filipínách využíván jako léčivá rostlina při nachlazení, kašli, horečkách, pohlavních chorobách, azoospermii, adenitidě (zánětu žláz) a depresích.